# پیچ انگور فرنگی

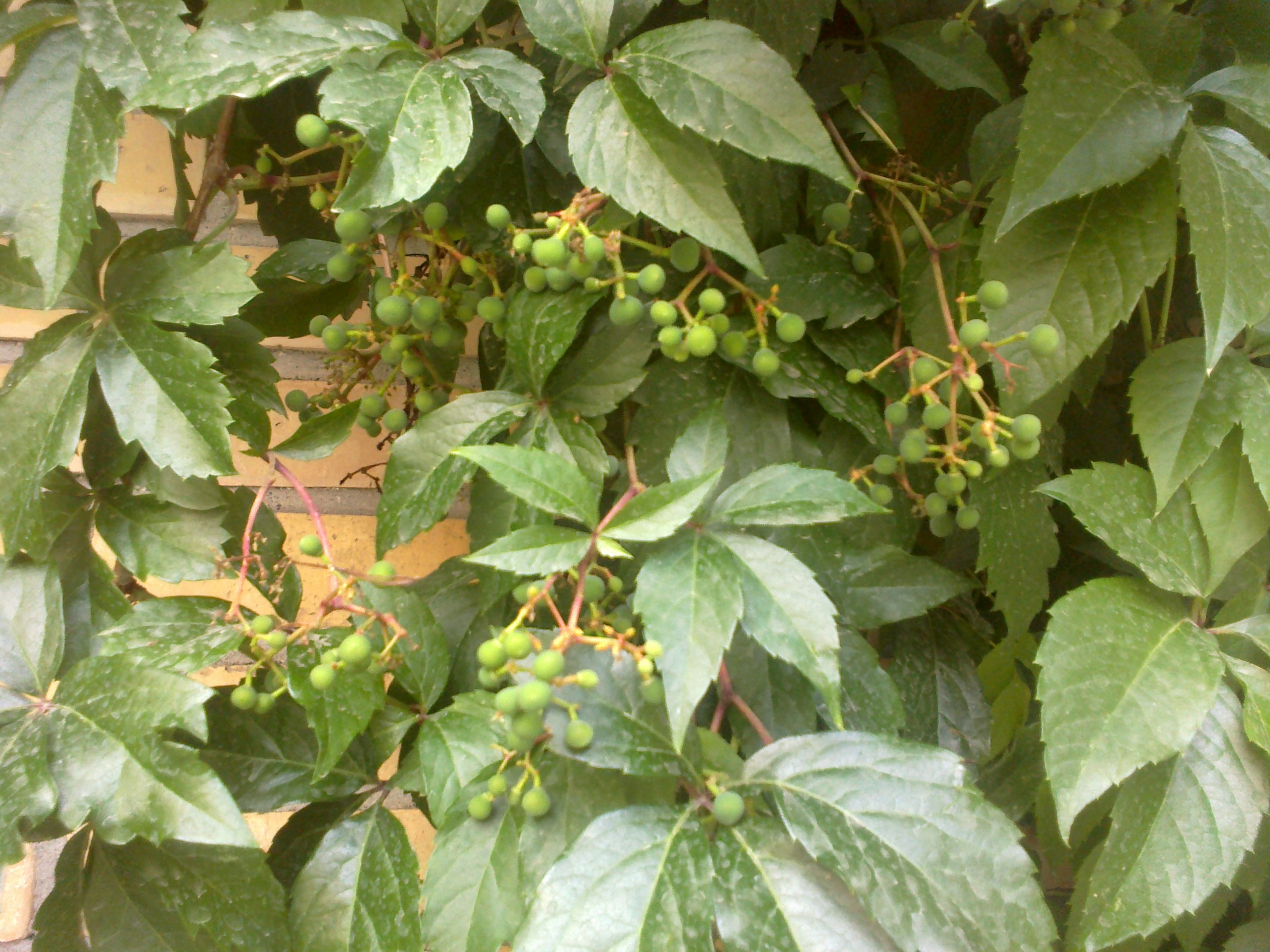
angoor.jpg

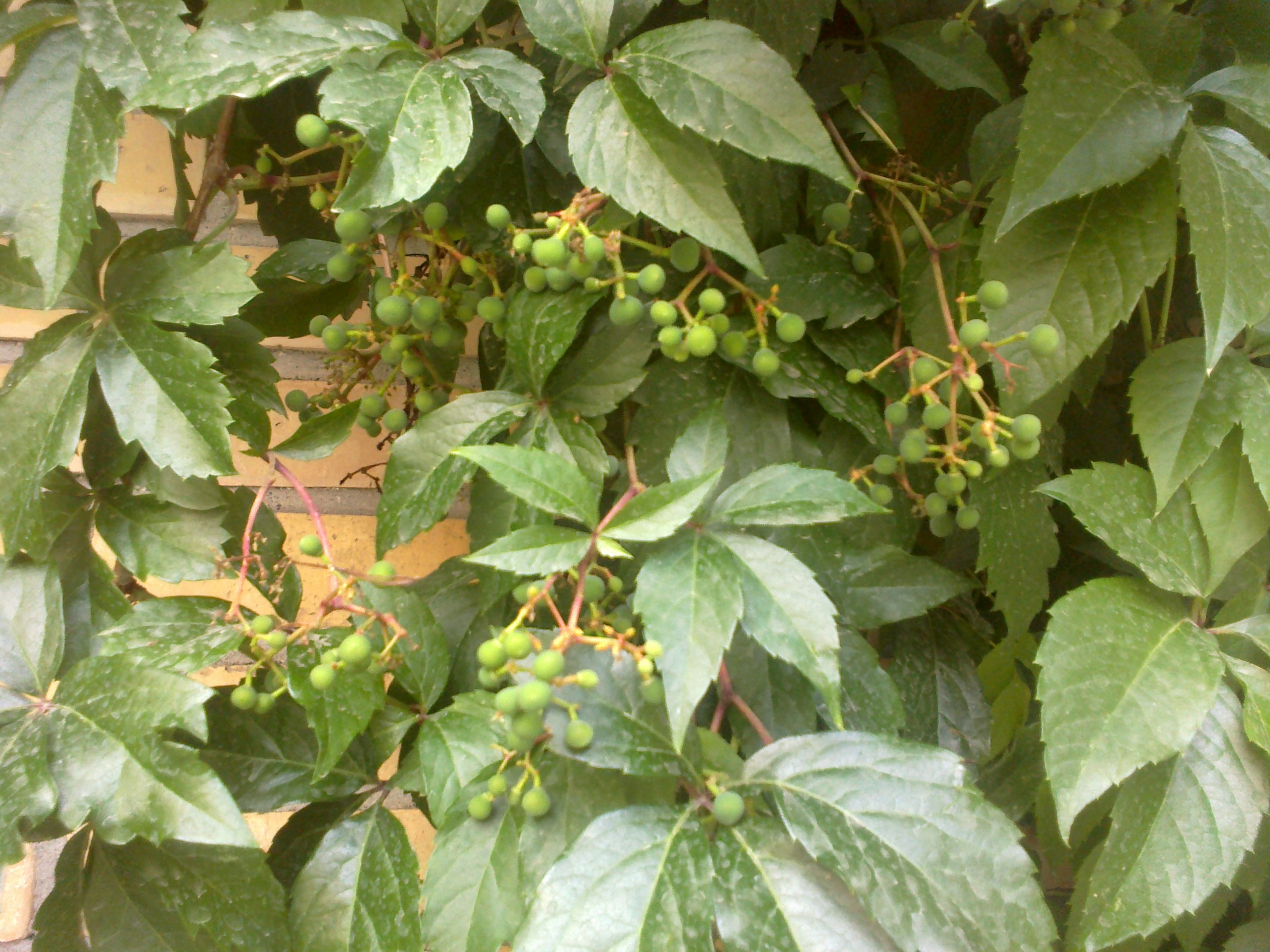
angoor.jpg

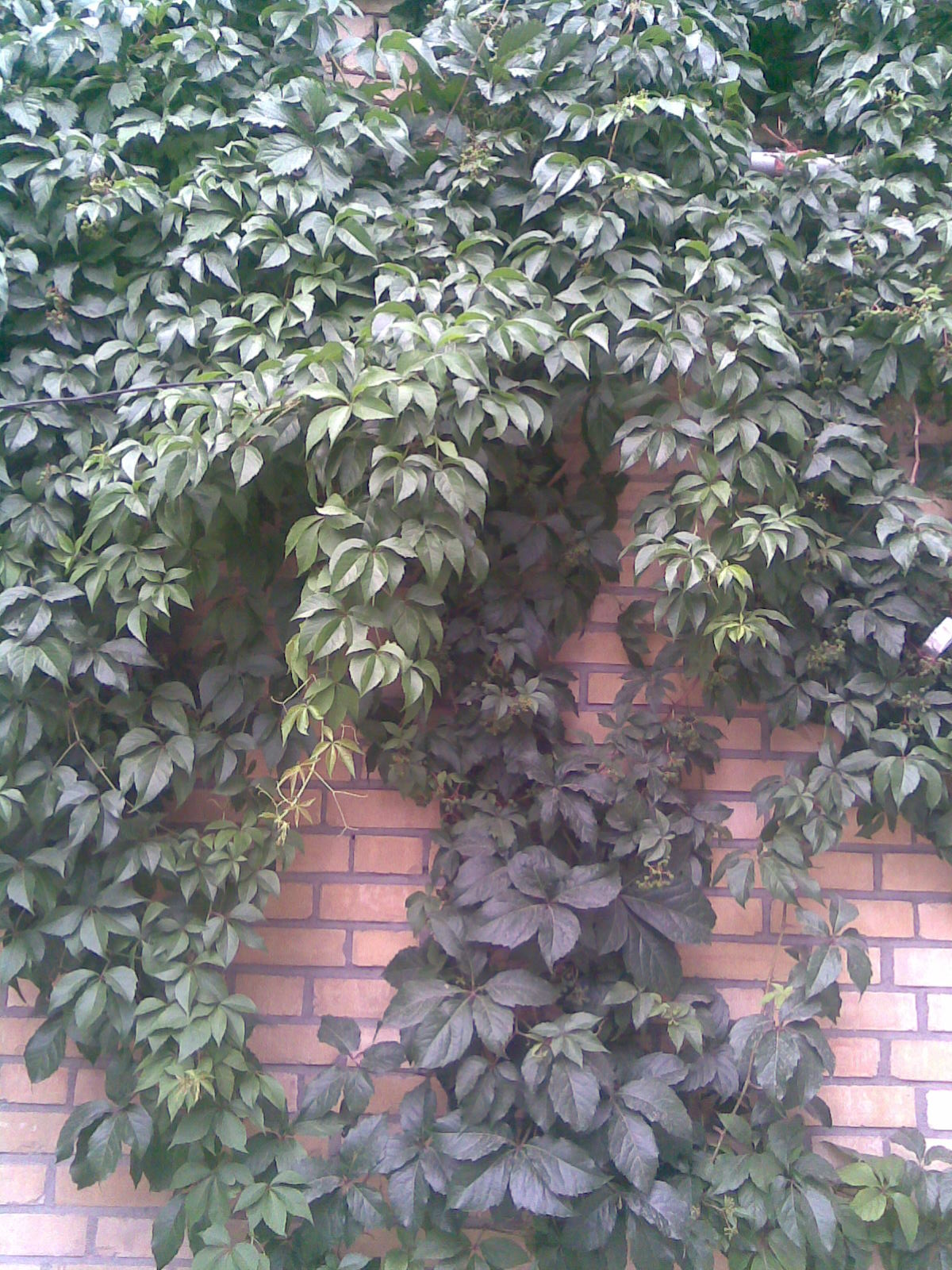
q (26).jpg

پیچ انگور فرنگی پیچی است چسبنده و بالارونده که برگهایش شبیه برگ گل ساعتی و پنجه‌هایی تولید می‌کند که به دیوار می‌چسبد. میوه‌هایی ریز شبیه انگور یاقوتی می‌دهد که قابل خوردن نیست و رسیده اش بذر این گیاه است. طولش زیاد و تا بیست متر ارتفاع هم می‌رسد.

## تکثیر
از راه قلمه و بذر در بهار و همچنین خواباندن شاخه زیاد می‌شود.